# Gregório III de Constantinopla
Gregório III de Constantinopla, dito Mammis ou Mammas, foi o patriarca grego ortodoxo de Constantinopla entre 1443 e 1450 ou 1453. 

## Biografia
Pouco se sabe sobre a sua vida ou seu patriarcado e nem mesmo seu sobrenome é certo, com os epítetos sendo provavelmente zombarias. Na geralmente pouco confiável obra Chronicum Majus de Jorge Frantzes, se relata que ele veio de Creta e que seu nome real seria Melisseno. Em outras obras, ele é por vezes chamado de Melisseno-Estretegópulo.
Ele foi tonsurado como monge por volta de 1420 e acredita-se que tenha sido o confessor do imperador bizantino João VIII Paleólogo. Ele foi um defensor da reunião das Igrejas e participou do Concílio de Ferrara-Florença, onde uma nova tentativa, chamada "União de Florença", fracassou. Ele foi eleito patriarca após a renúncia do patriarca Metrófanes II, também unionista . 
Em 1450, ele foi forçado a abdicar por causa da oposição dos anti-unionistas às suas políticas e se exilou em Roma em agosto de 1451. Ele foi cordialmente recebido pelo papa Nicolau V, que ajudou financeiramente e tentou persuadir o imperador bizantino a restaurá-lo no trono patriarcal. De fato, os pró-unionistas das áreas ocupadas pelos latinos da Grécia continuaram a considerá-lo como legítimo patriarca de Constantinopla, ignorando o seu sucessor, o anti-unionista Atanásio II, cuja própria existência é constestada.
Gregório morreu em 1459, em Roma. Ele foi honrado como santo e taumaturgo pela Igreja Católica. Ele escreveu dissertações refutando as obras do anti-unionista Marcos Eugenicos e outra sobre a processão do Espírito Santo. Algumas de suas cartas sobreviveram e outros três tratados teológicos, "Sobre o pão ázimo", "Sobre a primazia papal" e "Sobre a beatitude celeste" permanecem inéditos.